# 三宅康信
三宅康信（日语：／ Miyake Yasunobu，1563年—1632年11月9日）是日本戰國時代至江戶時代初期的武将、大名。三河國舉母藩第2代藩主、伊勢龜山藩初代藩主。田原藩三宅家第2代。父親是擧母藩初代藩主三宅康貞。

## 生平
在永祿6年（1563年）於遠江出生，家中長男。與父親康貞一同仕於德川家康，參與小田原征伐等家康主要的戰鬥並立下武功。慶長5年（1600年），在關原之戰中，擔任橫須賀城城番，戰後，擔任伊勢龜山城城番。
慶長19年（1614年），在大坂冬之陣中，負責守備駿府城。慶長20年（1615年），在大坂夏之陣中，擔任淀城的守備。元和元年（1615年），因為父親死去而繼承家督。元和3年（1617年）12月，敘任從五位下越後守。
元和6年（1620年），在第2代將軍德川秀忠的女兒和子嫁予後水尾天皇時，擔任警護役，因為這次功績而受加增2千石，移封至伊勢龜山1萬2千石。在寬永9年（1632年）9月27日於伊勢龜山死去。享年69歲。繼承人是長男康盛。